# Пам'ятки культурної спадщини Копичинецької громади
У статті наведений перелік об'єктів культурної спадщини Копичинецької громади Чортківського району Тернопільської области України.

## Пам'ятки археології
| №  | Назва                             | Дата | Адреса | Охоронний номер | Документ про взяття на облік |
| -- | --------------------------------- | --- | --- | --------------- | --- |
| 1  | Поселення Гадинківці І            | трипільська культура (IV-кінець ІІІ тис. до н.е.); комарівсько-тшинецька культура (XVI – XII ст до н. е.); західноподільсь-ка група скіфсь-кого часу (ІІ пол. VII – V ст. до н.е.) | с. Гадинківці, південні схили лівого берега ставу, що знаходиться в центрі села                                                                          | 1428            | Наказ управління культури обласної державної адміністрації від 27.01.2010 № 16                                                                                             |
| 2  | Поселення Копичинці І             | західно-подільська група скіфського часу (ІІ пол. VII — V ст. до н. е.) | м. Копичинці, північна частина міста, урочище Калинівщина, південно-західний схил мису, утвореного лівим берегом р. Нічлава та правим берегом її притоки | 1314            | Наказ управління культури обласної державної адміністрації від 27.01.2010 № 16                                                                                             |
| 3  | Поселення Копичинці ІІ            | трипільська культура (IV-кінець ІІІ тис. до н.е.); черняхівська культура (ІІІ-IV ст н.е.)                                                                                          | м. Копичинці, 1 км на північний захід від міської лікарні, пологі схили лівого берега р. Нічлавка                                                        | 1664            | Наказ управління культури обласної державної адміністрації від 27.01.2010 № 16                                                                                             |
| 4  | Поселення Котівка І               | черняхівська культура (ІІІ-IV ст. н.е.); райковецька культура (кін VII – ІХ ст.); давньоруський час (ХІІ – ХІІІ ст.)                                                               | с. Котівка, на південно-західному схилі лівого берега ставка з правої сторони дороги Копичинці - Оришківці                                               | 1462            | Наказ управління культури обласної державної адміністрації від 27.01.2010 № 16                                                                                             |
| 5  | Поселення Котівка ІІ              | райковецька культура (кін VII – ІХ ст.) | с. Котівка, на березі ставка, між береговою смугою та ЛЕП                                                                                                | 1463            | Наказ управління культури обласної державної адміністрації від 27.01.2010 № 16                                                                                             |
| 6  | Поселення Котівка ІІІ             | трипільська культура (V-IV тис. до н.е.) | с. Котівка, на південь від села, північно-західний берег ставу                                                                                           | 4467-Тр         | Наказ департаменту культури, релігій та національностей обласної державної адміністрації від 15.05.2014 № 76-од , Наказ Міністерства культури України від 18.04.2017 № 323 |
| 7  | Поселення Котівка IV              | трипільська культура (V-IV тис. до н.е.); черняхівська культура (ІІ-IV ст. н.е.)                                                                                                   | с. Котівка, на південь від села, лівий берег ставу | 4468-Тр         | Наказ департаменту культури, релігій та національностей обласної державної адміністрації від 15.05.2014 № 76-од , Наказ Міністерства культури України від 18.04.2017 № 323 |
| 8  | Поселення Котівка V               | трипільська культура (V-IV тис. до н.е.) | с. Котівка, на південний-схід від села, на високому лівому березі ставу                                                                                  | 4469-Тр         | Наказ департаменту культури, релігій та національностей обласної державної адміністрації від 15.05.2014 № 76-од , Наказ Міністерства культури України від 18.04.2017 № 323 |
| 9  | Поселення Рудки І                 | епоха бронзи – ранній залізний вік; черняхівська культура (ІІІ-IV ст. н.е.) | с. Рудки, східні околиці села, південно-західні схили лівого берега ставу                                                                                | 1518            | Наказ управління культури обласної державної адміністрації від 27.01.2010 № 16                                                                                             |
| 10 | Поселення Рудки ІІ                | ранній залізний вік (І тис. до н. е.); черняхівська культура (ІІІ-IV ст. н.е.) | с. Рудки, східні околиці села, північно-східні схили правого берега ставу                                                                                | 1519            | Наказ управління культури обласної державної адміністрації від 27.01.2010 № 16                                                                                             |
| 11 | Поселення Сухостав І              | черняхівська культура (ІІІ-IV ст н.е.); райковецька культура (кін VII – ІХ ст) | с. Сухостав, 1,8 км на південний схід від с. Сухостав, пологі схили лівого берега р. Нічлавка                                                            | 1665            | Наказ управління культури обласної державної адміністрації від 27.01.2010 № 16                                                                                             |
| 12 | Поселення Сухостав ІІ             | трипільська культура (IV-кінець ІІІ тис. до н.е.) | с. Сухостав, урочище Берестки (Говдри) | 2171            | Рішення виконкому Тернопільської обласної ради від 14.07.1989 № 162 |
| 13 | Поселення Сухостав ІІІ            | голіградська культура (ХІ-VII ст. до н. е.); західноподільсь-ка група скіфсь-кого часу (друга половина VII – V ст. до н. е.)                                                       | с. Сухостав, урочище Берестки (Говдри) | 2172            | Рішення виконкому Тернопільської обласної ради від 14.07.1989 № 162 |
| 14 | Поселення Сухостав IV             | черняхівська культура (ІІІ-IV ст. н. е.) | с. Сухостав (кол. Яблунів), урочище Великі і Малі Долини                                                                                                 | 152             | Рішення виконкому Тернопільської обласної ради від 22.03.1971 № 147 |
| 15 | Поселення Сухостав V              | черняхівська культура (ІІІ-IV ст н.е.); давньоруський час (ХІІ-ХІІІ ст.). | с. Сухостав, урочище Малі Долини, на підвищенному мисі, на правому березі струмка за 1 км на північ від села                                             | 2065            | Наказ управління культури обласної державної адміністрації від 09.09.2016 № 121-од                                                                                         |
| 16 | Поселення Тудорів ІІІ             | трипільська культура (IV-кінець ІІІ тис. до н.е.) | с. Тудорів, західні околиці села, лівий берег р. Серет, урочище Муравщина                                                                                | 1834            | Наказ управління культури обласної державної адміністрації від 09.02.2012 № 14                                                                                             |
| 17 | Поселення та городище Федорівка І | трипільська культура (IV-кінець ІІІ тис. до н.е.); голіградська (ХІ-VII ст. до н.е.); давньоруський час (ХІІ – ХІІІ ст.) (городище)                                                | с. Тудорів, урочище Городище | 2173            | Рішення виконкому Тернопільської обласної ради від 14.07.1989 № 162 |
| 18 | Поселення Федорівка ІІ            | черняхівська культура (ІІІ- IV ст. н. е.) | с. Тудорів, урочище “За Вільшиною” | 2174            | Наказ управління культури обласної державної адміністрації від 18.10.2005 № 112                                                                                            |
| 19 | Городище Яблунів І                | давньоруський час (ХІІ-ХІІІ ст.); середньовіччя (XIV-XVII ст.) | с. Яблунів, центральна частина села на території стадіону біля школи                                                                                     | Не присвоє-но   | Наказ департаменту культури, релігій та національностей обласної державної адміністрації від 18.05.2015 № 61-од                                                            |
| 20 | Поселення Яблунів ІІ              | ранньозалізний час (І тис. до н. е.) | с. Яблунів, вул. Деренівка, північна частина села, на мисі утвореному злиттям двох струмків.                                                             | 1872            | Наказ управління культури обласної державної адміністрації від 26.06.2012 № 97                                                                                             |

## Пам'ятки архітектури
| №   | Назва                                             | Дата              | Адреса                            | Охоронний номер | Документ про взяття на облік                                         |
| --- | ------------------------------------------------- | ----------------- | --------------------------------- | --------------- | -------------------------------------------------------------------- |
| 1.  | Проборство (мур.)                                 | 1805 р.           | м. Копичинці                      | 119/2           | рішення Тернопільського ОВК від 25.01.1989 № 15                      |
| 2.  | Церква св. Миколая (мур.)                         | 1900 р.           | м. Копичинці                      | 1882            | розпорядження Представника Президента України від 22.02.1993 р. № 58 |
| 3.  | Церква Воздвиження Чесного Хреста (дер.)          | 1630 р.           | м. Копичинці                      | 690/1           | постанова Ради Міністрів УРСР від 24.08.1963 р. № 970                |
| 4.  | Дзвіниця церкви Воздвиження Чесного Хреста (дер.) | початок XVIII ст. | м. Копичинці                      | 690/2           | постанова Ради Міністрів УРСР від 24.08.1963 р. № 970                |
| 5.  | Український народний дім(мур.)                    | ХІХ ст.           | м. Копичинці, вул. Чортківська, 9 | 39              | рішення Тернопільського ОВК від 09.08.1982 р. № 401                  |
| 6.  | Костел Успення Пресвятої Богородиці (мур.)        | 1805 р.           | м. Копичинці, вул. Шевченка, 15   | 119/1           | рішення Тернопільського ОВК від 25.01.1989 № 15                      |
| 7.  | Житловий будинок (мур.)                           | початок ХХ ст.    | м. Копичинці, вул. Шевченка, 11   | 40              | рішення Тернопільського ОВК від 09.08.1982 р. № 401                  |
| 8.  | Церква Пресвятої Богородиці (дер.)                | 1888 р.           | с. Сухостав                       | 1870            | розпорядження Представника Президента України від 22.02.1993 р. № 58 |
| 9.  | Церква св. Миколая (мур.)                         | 1732 р.           | с. Тудорів                        | 1877            | розпорядження Представника Президента України від 22.02.1993 р. № 58 |
| 10. | Церква Успення (мур.)                             | 1875 р.           | с. Яблунів                        | 1866            | розпорядження Представника Президента України від 22.02.1993 р. № 58 |

## Пам'ятки історії
| №  | Назва                                                                                              | Дата          | Адреса                              | Охоронний номер | Документ про взяття на облік |
| -- | -------------------------------------------------------------------------------------------------- | ------------- | ----------------------------------- | --------------- | --- |
| 1  | Пам'ятний знак на честь братства тверезості                                                        | 1901 р.       | м. Копичинці                        | 1352            | Наказ управління культури Тернопільської обласної державної адміністрації від 18.10.2005 р. № 112                                                                                                   |
| 2  | Пам'ятний знак воїнам-землякам, які загинули в роки Другої світової війни                          | 1965 р.       | м. Копичинці                        | 168             | Рішення виконкому Тернопільської обласної ради від 22.03.1971 р. № 147 |
| 3  | Пам'ятний знак воїнам Радянської армії, які загинули в роки Другої Світової війни                  | 1969 р.       | м. Копичинці                        | 299             | Рішення виконкому Тернопільської обласної ради від 22.03.1971 р. № 147 |
| 4  | Пам'ятний знак до 60-річчя початку депортації українців з Лемківщини, Надсяння, Підляшшя, Холмщини | 2004 р.       | м. Копичинці, біля церкви           | 1351            | Наказ управління культури Тернопільської обласної державної адміністрації від 18.10.2005 р. № 112, Наказ управління культури Тернопільської обласної державної адміністрації від 27.01.2010 р. № 16 |
| 5  | Військове кладовище: Братська могила воїнів Радянської армії, могили воїнів Радянської армії       | 1965 р.       | м. Копичинці, вул. Лісна, кладовище | 167             | Рішення виконкому Тернопільської обласної ради від 22.03.1971 р. № 147 |
| 6  | Братська могила воїнів Української Повстанської Армії (37 прізвищ)                                 |               | м. Копичинці, яр у лісі             | 1350            | Наказ управління культури Тернопільської обласної державної адміністрації від 18.10.2005 р. № 112                                                                                                   |
| 7  | Пам'ятний знак воїнам-землякам, які загинули в роки Другої світової війни                          | 1967 р.       | с. Гадинківці                       | 166             | Рішення виконкому Тернопільської обласної ради від 22.03.1971 р. № 147 |
| 8  | Пам'ятний знак (хрест) на честь скасування панщини                                                 | 1848 р.       | с. Гадинківці, центр                | 3143            | Наказ управління культури Тернопільської обласної державної адміністрації від 27.01.2010 р. № 16 |
| 9  | Пам'ятний знак воїнам-землякам, які загинули в роки Другої світової війни                          | 1965 р.       | с. Котівка                          | 170             | Рішення виконкому Тернопільської обласної ради від 22.03.1971 р. № 147 |
| 10 | Пам'ятний знак воїнам-землякам, які загинули в роки Другої світової війни                          | 1967 р.       | с. Оришківці                        | 180             | Рішення виконкому Тернопільської обласної ради від 22.03.1971 р. № 147 |
| 11 | Пам'ятний знак воїнам-землякам, які загинули в роки Другої світової війни                          | 1968 р.       | с. Сухостав                         | 192             | Рішення виконкому Тернопільської обласної ради від 22.03.1971 р. № 147 |
| 12 | Братська могила воїнів Української Повстанської Армії                                              | 21.10.2001 р. | с. Тудорів                          | 1377            | Наказ управління культури Тернопільської обласної державної адміністрації від 18.10.2005 р. № 112                                                                                                   |
| 13 | Пам'ятний знак воїнам-землякам, які загинули в роки Другої світової війни                          | 1967 р.       | с. Тудорів                          | 189             | Рішення виконкому Тернопільської обласної ради від 22.03.1971 р. № 147 |
| 14 | Пам'ятник солдатським вдовам                                                                       | 1985 р.       | с. Яблунів                          | 1085            | Рішення виконкому Тернопільської обласної ради від 26.08.1986 р. № 250 |

## Пам'ятки монументального мистецтва
| № | Назва | Дата    | Адреса        | Охоронний номер | Документ про взяття на облік                                                                      |
| - | --- | ------- | ------------- | --------------- | ------------------------------------------------------------------------------------------------- |
| 1 | Пам'ятник поету, письменнику, художнику Шевченку Тарасу Григоровичу                                          | 1948 р. | м. Копичинці  | 200             | Рішення виконкому Тернопільської обласної ради від 22.03.1971 р. № 147                            |
| 2 | Пам'ятний знак на честь 100-річчя з дня народження поета, письменника, художника Шевченка Тараса Григоровича | 1914 р. | м. Копичинці  | 169             | Рішення виконкому Тернопільської обласної ради від 22.03.1971 р. № 147                            |
| 3 | Пам'ятник філологу, мовознавцю, діячу культури Сімовичу Василю Івановичу                                     | 1993 р. | с. Гадинківці | 1677            | Розпорядження Голови Тернопільської обласної державної адміністрації від 26.05.1997 р. № 209      |
| 4 | Пам'ятник поету, громадському діячу Франку Івану Яковичу                                                     | 1992 р. | с. Яблунів    | 1379            | Наказ управління культури Тернопільської обласної державної адміністрації від 18.10.2005 р. № 112 |
| 5 | Пам'ятник поету, письменнику, художнику Шевченку Тарасу Григоровичу                                          | 1992 р. | с. Яблунів    | 1378            | Наказ управління культури Тернопільської обласної державної адміністрації від 18.10.2005 р. № 112 |